# Guzel Yajina
Guzel Yajina (em russo:  Гузель Шамильевна Яхина, em tártaro:  Гүзәл Яхина, 1 de junho de 1977, Cazã) é um escritora e roteirista russa. Ela foi a vencedora do prêmio literário Big Book e do prêmio literário Yásnaia Poliana. 

## Biografia
Guzel Shamilevna Yajina nasceu em Kazan. Sua mãe é médica, enquanto seu pai é engenheiro. Ela falava tártaro em casa e aprendia russo somente depois que começou a frequentar uma creche.

## Trabalhos

### Histórias curtas
- «Мотылек». Neva (2). 2014
- «Винтовка». Oktyabr (5). 2015

### Escrita
- Подарок, 2016 [3]

### Novelas
- Зулейха открывает глаза. Moscow: АСТ. 2015. ISBN 978-5-17-090436-5

Traduzido para o inglês por Lisa C. Hayden como Zuleikha. London: OneWorld. 2019. ISBN 9781786073495
- Дети мои. Moscow: АСТ. 2019. ISBN 978-5-17-107766-2

## Prémios
- Yasnaya Polyana, 2015 [1]
- Ótimo livro para Zuleija, 2015 [4]
- Bilhete para as estrelas, prêmio literário da cidade de Kazan, 2015 [5]
- Prémio da revista "Transfuge" da rentrée littéraire, França 2017 [6]